# Trollbo naturreservat
Trollbo naturreservat är ett naturreservat i Norbergs kommun i Västmanlands län.
Området är naturskyddat sedan 2019 och är 75 hektar stort. Reservatet ligger sydost om Värlingen och består av grandomiernad skog med inslag av tall och några mindre sumskogområden.